# BG und BRG Baden Frauengasse
Das BG und BRG Baden Frauengasse (ausgeschrieben Bundesgymnasium und Bundesrealgymnasium Baden Frauengasse) ist ein Gymnasium und Realgymnasium in der Frauengasse 3–5 in der Innenstadt der Niederösterreichischen Stadt Baden. Das Gebäude steht unter Denkmalschutz.

## Lagebeschreibung
Die Schule liegt in der Badner Innenstadt. Zwischen Josefplatz, Breyerstraße und Frauengasse befinden sich die beiden Gebäude, in denen das Gymnasium untergebracht ist. 
An die Schule schließt die ehemalige Klosterkirche, heute Frauenkirche, direkt an.

## Geschichte
Früher war das Gebäude, in dem jetzt das Gymnasium untergebracht ist, ein Kloster der Augustiner-Eremiten, das 1285 erstmals schriftlich erwähnt wurde. Nach dem Stadtbrand 1812 wurde das Kloster nicht weiterbetrieben, sondern von Freiherr Haan von Haanendal ersteigert. Er ließ das Kloster von Joseph Kornhäusel erneuern. 1826 erwarb Kaiser Franz I. die Liegenschaft. 1866 wurde die Schule als Realgymnasium gegründet. Nach Übersiedlung des RG in die neu errichteten Gebäude in der Biondekgasse, wurde in der Frauengasse eine Höhere Tochterschule und kurz darauf ein Lyzeum eingerichtet. Ab 1938 hieß die Schule Realgymnasium für Mädchen, nach 1945 Bundesrealgymnasium für Mädchen. Ab 1980 wurde die Schule koedukativ geführt, heute sind Buben und Mädchen gemischt.

## Architektur
Das Schulgebäude zählt zum ältesten Baubestand der Stadt Baden. Anfangs war das Gebäude ein Augustinerkloster, dessen Klosterkirche, die heutige Frauenkirche, noch besteht. Im heutigen Musikarchiv befindet sich ein gotisches Steinportal, das zum Einsäulenraum aus dem ausgehenden 13. Jahrhundert gehört. Während des Schulumbaues in den Jahren 1955 bis 1964 wurden große Teile des mittelalterlichen Baubestandes wieder freigelegt und restauriert. Dazu zählen der Einsäulenraum und der Ostflügel des ehemaligen Kreuzganges. Die  Spitzbogenfenster des nördlichen Kreuzgangtraktes und der südliche Kreuzgangflügel mit seinen breiten, flachgewölbten Fensteröffnungen gehören zur  ausklingenden Gotik. Der sogenannte „Zweisäulenraum“ ist frühbarock gestaltet.